# Chiesa di San Giacomo (Caltagirone)
La Chiesa di San Giacomo o Basilica di San Giacomo (in siciliano a Chies'i Sagnacupu) è un edificio religioso sito a Caltagirone.
È una delle basiliche minori della Diocesi di Caltagirone, che riveste una particolare importanza in quanto dedicata al santo patrono della città omonima, ed è sita nell'omonimo quartiere, posto a ovest della casa municipale, costeggiante il corso Vittorio Emanuele.
La chiesa risulta essere una delle chiese più antiche della città, in riferimento alla sua fondazione.

## Storia

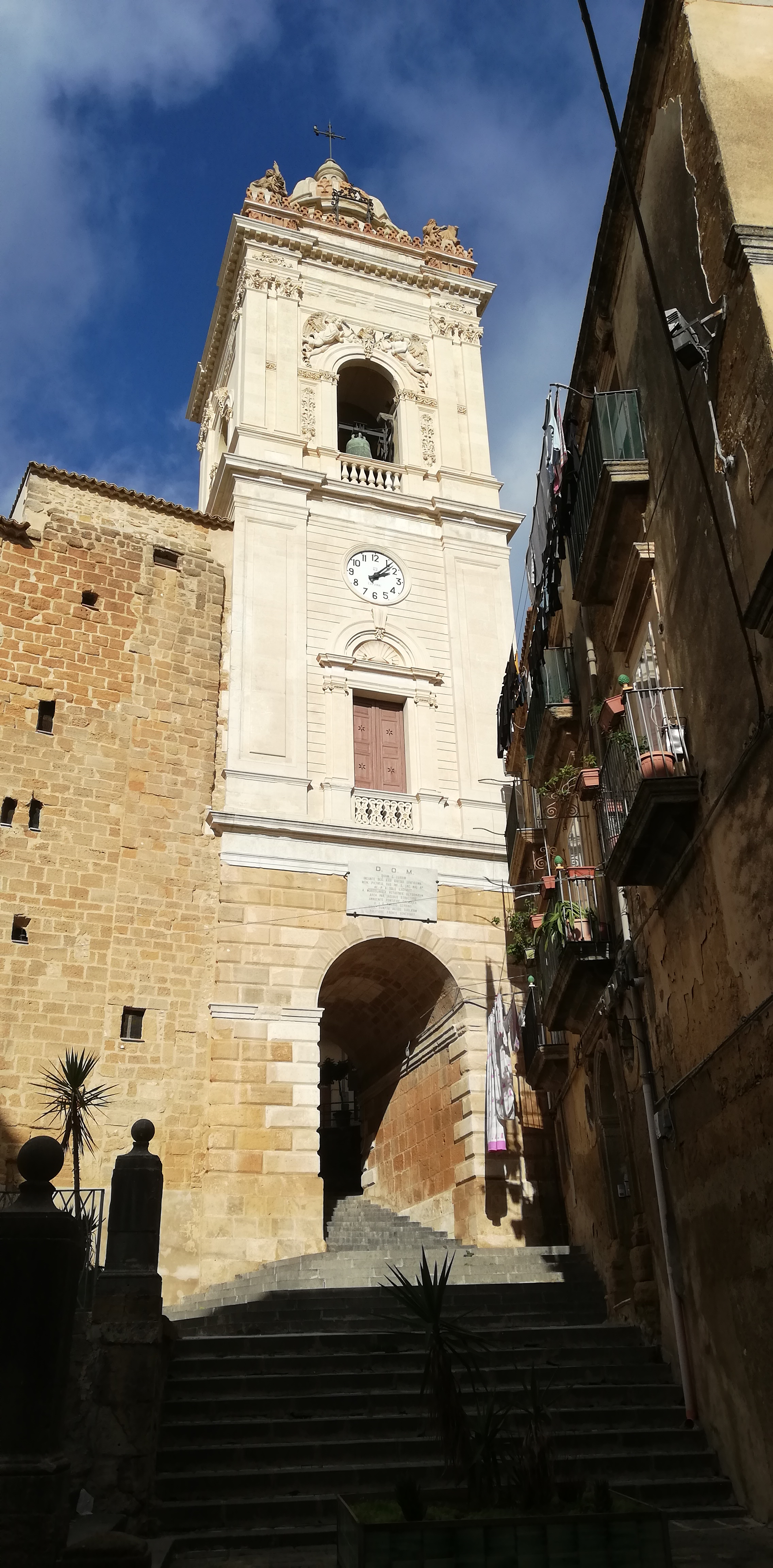
Campanile della chiesa

La chiesa fu edificata dal Conte Ruggero il Normanno, che secondo le cronache, nel giorno dedicato alle festività jacopee, ovvero il 25 luglio del 1090, sconfisse i saraceni nella Valle del Conte, alle porte di Caltagirone, invocandone il suo aiuto. A ricordo, il re siciliano gli eresse questo tempio e a lui affidava la protezione della città: per questo motivo i calatini sono devotissimi al santo, e a lui si sono rivolti nei momenti luttuosi della loro storia.

Dopo la liberazione dalla pestilenza del 1575, il Senato e la popolazione, per gratitudine, e anche sotto l'influsso dell'arte rinascimentale, trasformarono ed arricchirono la vecchia costruzione normanna con ingenti spese, al fine di renderlo uno dei templi cattolici più sontuosi del Regno di Sicilia. 
Il Terremoto del Val di Noto del 1693 rase al
suolo la basilica, risparmiando solo la cappella di San Giacomo e di Santa Lucia: le cronache raccontano che 700 fedeli, che vi si trovarono lì a pregare, morirono in quella circostanza.
Per la sua ricostruzione prevalse l'opinione di non cambiare posto, OB VENERATIONEM DIVI JACOBI, cioè per rispetto a San Giacomo. Per il nuovo tempio furono incaricati il costruttore palermitano Mastro Giuseppe Montes e l'architetto Simone Lo Mastro da Girgenti, che ne progettarono la facciata. Il Senato, allo scopo, erogò la somma ingente di 24 939 ducati.
Sempre in merito al santo, il Senato Civico, grato della sua tutela, nel XVIII secolo gli affidò le chiavi della città, su una delle quali si legge URBIS CLAVES 1743 (in italiano Chiavi della città conferite nel 1743) e sulla seconda PIGNUS CUSTODIAE 23 JULI (in italiano Pegno di custodia conferito il 23 luglio).
Durante la Seconda Guerra Mondiale, nel 1943 (durante l'operazione Husky), con i bombardamenti degli alleati del 10 Luglio e successivi, vennero distrutti la cappella del Santissimo Sacramento, la parte centrale del tetto e il fianco meridionale della basilica.
Il campanile, eretto nel 1889, è dell'Architetto Gaetano Coniglio, ed è decorato con statue in terracotta, opere di Giuseppe Di Bartolo, mentre il portale a mezzogiorno, ricostruito dopo i bombardamenti dell'ultima guerra, è di Giandomenico Gagini, Tommaso e Vincenzo Giarracca (1611).

## Descrizione

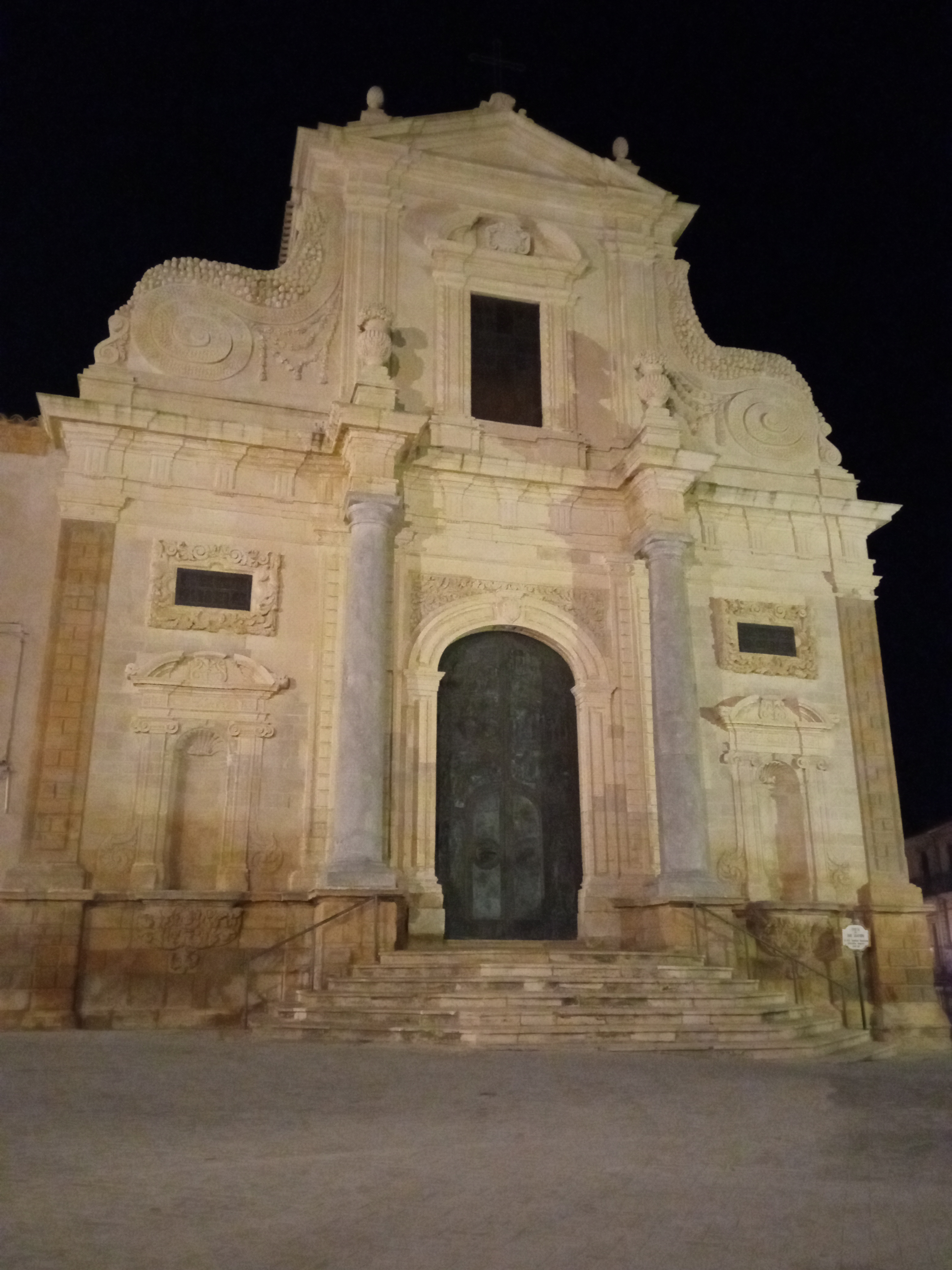
Vista del prospetto in notturna

L'interno è austero ed insieme leggiadro. È a tre navate, divise e sorrette da dodici colonne monolitiche di marmo oscuro, dalle cave di Billiani, presso Trapani, e furono innalzate nel 1698.
Nel retro prospetto in alto troviamo lo stemma marmoreo di Caltagirone, in altorilievo, di Giandomenico Gagini, dell'anno 1600. La volta è decorata da pregevoli stucchi, progettati ed eseguiti da Giuseppe Fantuzzi da Barrafranca, aiutato dal fratello Amedeo, nell'anno 1811.

Nella ricostruzione parziale della basilica, dopo i danni bellici del 1943, la figura centrale del sacrificio di Abramo, andata distrutta, venne realizzata in stucco, sullo stesso bozzetto del ceramologo Antonino Ragona. Il fercolo di San Giacomo, in origine in legno argentato e dorato e dal 1964 trasportato in bronzo, fu progettato ed eseguito nel 1589 dall'intagliatore napoletano Scipione Di Guido. Invece, la Statua del Santo Patrono, in legno e impasto, è dello scultore e argentiere napoletano Vincenzo Archifel, datato 1518.

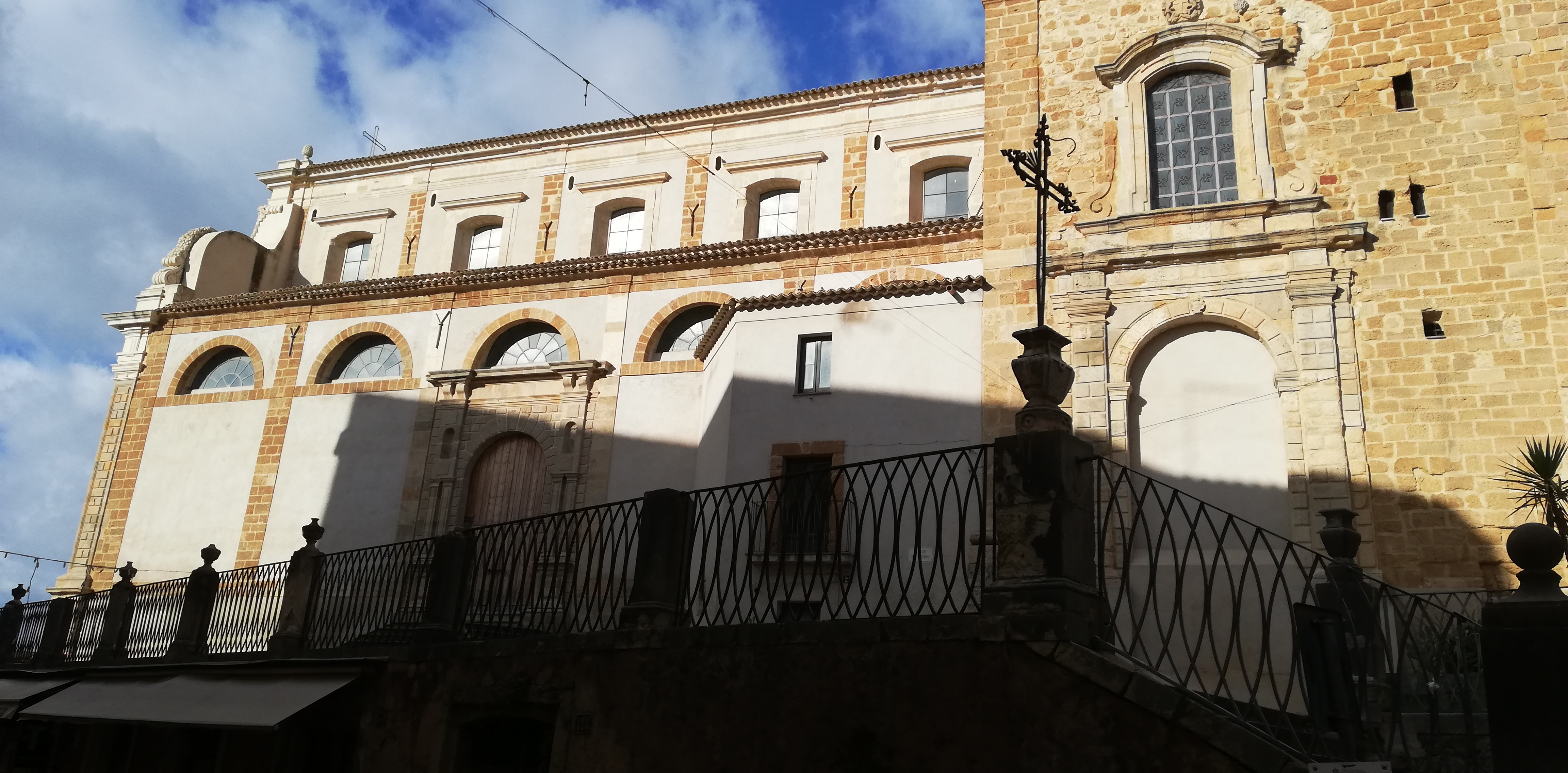
Prospetto sinistro della chiesa

L'arca delle reliquie del Santo Patrono, chiamata comunemente cassa, è l'opera più bella e più grandiosa di argenteria della basilica e dell'intera città: raro capolavoro del genere, ha la forma di un agile e articolato sarcofago; fu eseguito nell'arco di 92 anni, cioè dal 1599 al 1691, e gli artefici principali furono il cesellatore palermitano Nobilio Gagini, figlio di Antonello, il figlio Giuseppe, i calatini Giammichele Ancona e Matteo Lo Mastro, e il Messinese Martinez.
A sinistra vi è un portale in pietra bianca di Antonuzzo e Giandomenico Gagini, dell'anno 1583, opera ritenuta pregevole per leggiadria decorativa e fantastica varietà di motivi. Sopra il Portale troviamo uno stucco riproducente l'Annunciazione dello stesso Giandomenico. La Cappella del Santissimo Sacramento è un grandioso arco in pietra bianca di Antonuzzo Gagini, dell'anno 1586.